# George Rignold

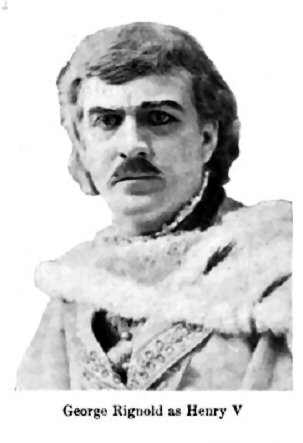
George Rignold som Henry V ca 1875.

George Richard Rignold, född George Richard Rignall, född 1839, död 16 december 1912, var en brittisk skådespelare som 1863 började vid Theatre Royal i Bath och Bristol, men hans stora framgångar kom 1886 till 1895 när han spelade i Australien.